# Malaxa bispinata
Malaxa bispinata är en insektsart som beskrevs av Frederick Arthur Godfrey Muir 1926. Malaxa bispinata ingår i släktet Malaxa och familjen sporrstritar. Inga underarter finns listade i Catalogue of Life.